# Index géographique

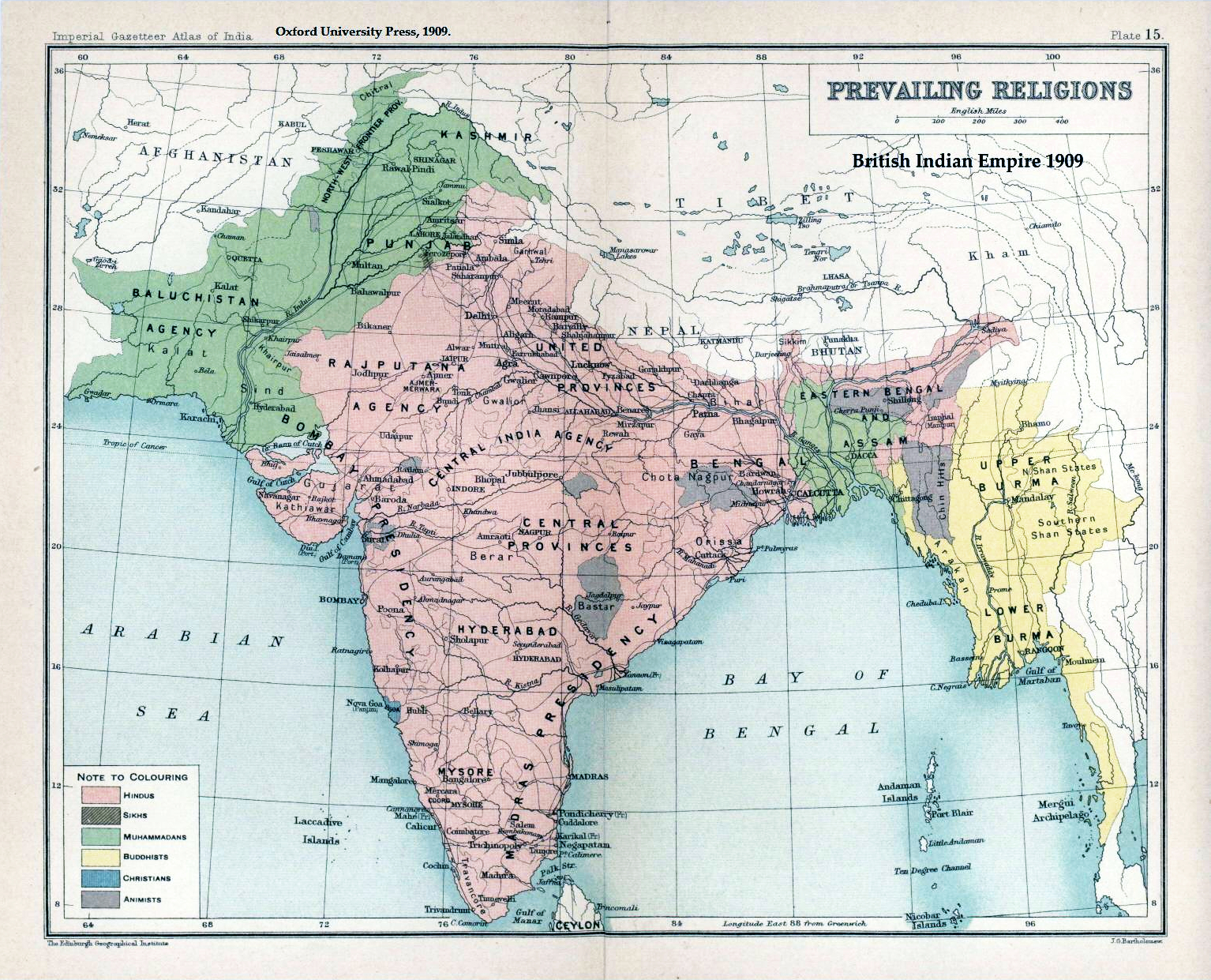
Carte "Prevailing Religions of the British Indian Empire, 1909" Légende : Rose Hindou Vert Musulman Lignes diagonales Sikh (petite région du Pendjab) Jaune Bouddhiste (Birmanie et Chittagong Hill Tracts) Bleu Chrétien (Goa) Violet Animiste (plusieurs régions vallonnées à l'intérieur des terres) Les îles Andaman ne sont pas cartographiées.

Un index géographique, parfois nommé gazetteer, est un dictionnaire ou répertoire géographique utilisé conjointement avec une carte ou un atlas. Il contient typiquement des informations concernant la configuration géographique, des statistiques sociales et des caractéristiques physiques d'un pays, d'une région ou d'un continent. Le contenu d'un index géographique peut inclure l'emplacement de l'élément répertorié, les dimensions des sommets et cours d'eau, la population, le PIB et le taux d'alphabétisation. Ces informations sont généralement ordonnées en sujets dont les éléments sont listés par ordre alphabétique.

## Définitions
Le chercheur au CNRS Jean-Luc Arnaud indique : « Un gazetteer est un index géographique de noms de lieux. Pour chaque entrée, il indique ses coordonnées et parfois aussi des données statistiques. Les principaux gazetteers mondiaux en ligne sont Geonames et le Getty Thesaurus of Geographic Names (TGN) ». 

## Types et organisation
Les index géographiques sont souvent classés par type, domaine, et le genre d'information répertoriée. Les index géographiques mondiaux sont habituellement une liste alphabétique de pays, avec quelques statistiques intéressantes pour chacun d'entre eux, notamment par des index qui déclinent des informations sur chaque ville, commune, village, et toute autre implantation humaine de différentes tailles. Les index géographiques au format réduit, souvent utilisés avec des cartes numériques ou des systèmes de géolocalisation, peuvent contenir simplement une liste de lieux avec leur coordonnées spatiales, comme le British National Grid. On trouve ces index géographiques au format réduit en pages d'index de la plupart des grands atlas publiés. Les index géographiques plus descriptifs peuvent inclure des paragraphes pour chaque lieu répertorié, comme des détails sur les industries présentes, le système politique, les points géographiques significatifs, ainsi qu'une mise en perspective historique et l'apport de photographies ou de cartes supplémentaires. Les index géographiques thématiques répertorient des lieux et des caractéristiques géographiques par thème, par exemple les ports de pêche, les centrales nucléaires, ou les monuments historiques. Le point commun de ces index est que l'emplacement géographique est une caractéristique importante des éléments répertoriés. Les éditeurs d'index géographiques collectent des données de publications officielles, de recensement, des chambres de commerce, et les organisent dans un format ordonné.

## Sources
- (en) Cet article est partiellement ou en totalité issu de l’article de Wikipédia en anglais intitulé « gazetteer » (voir la liste des auteurs).